# Dodona deodata
Dodona deodata är en fjärilsart som beskrevs av William Chapman Hewitson 1876. Dodona deodata ingår i släktet Dodona och familjen Riodinidae. Inga underarter finns listade i Catalogue of Life.

## Bildgalleri

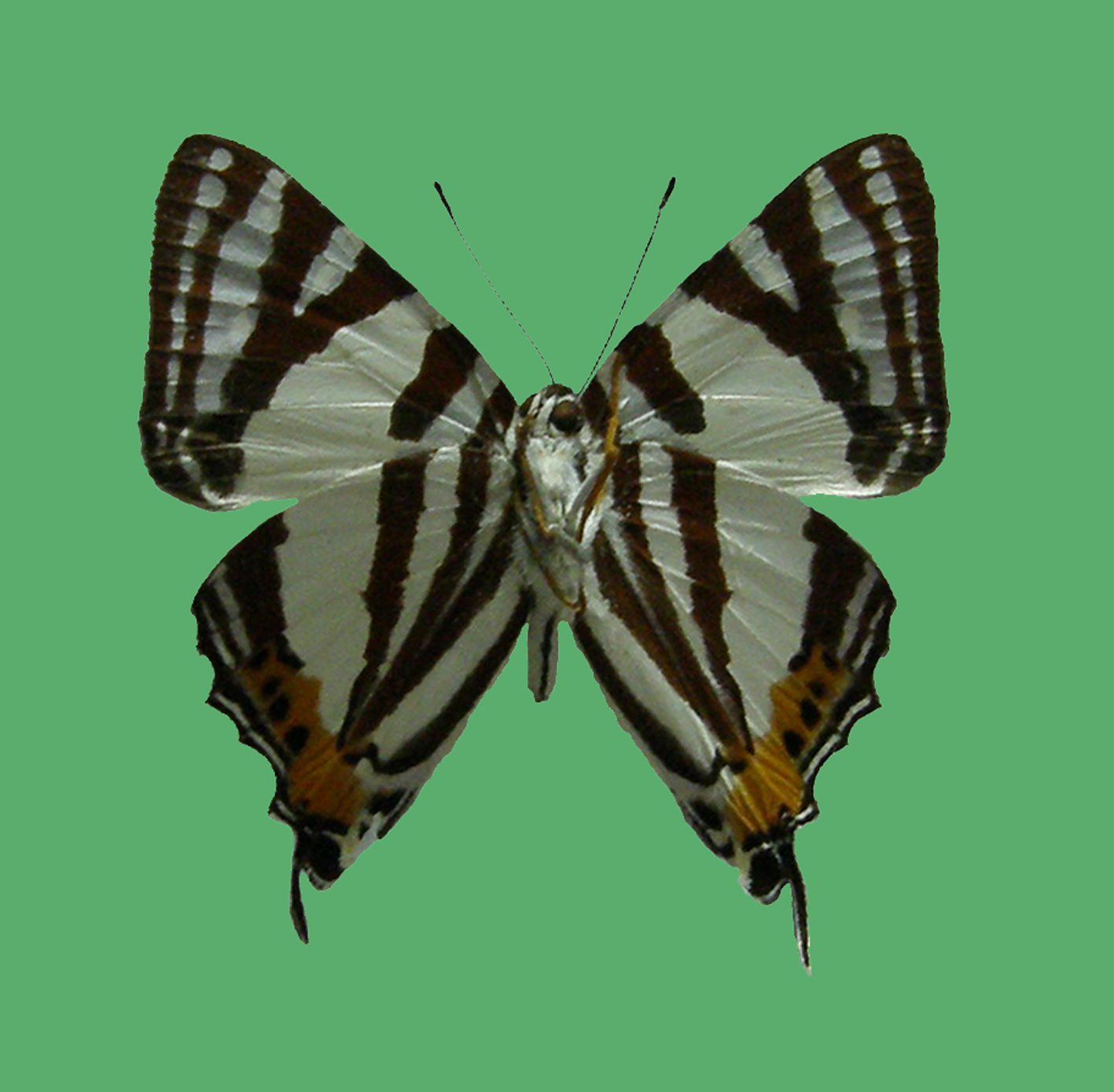
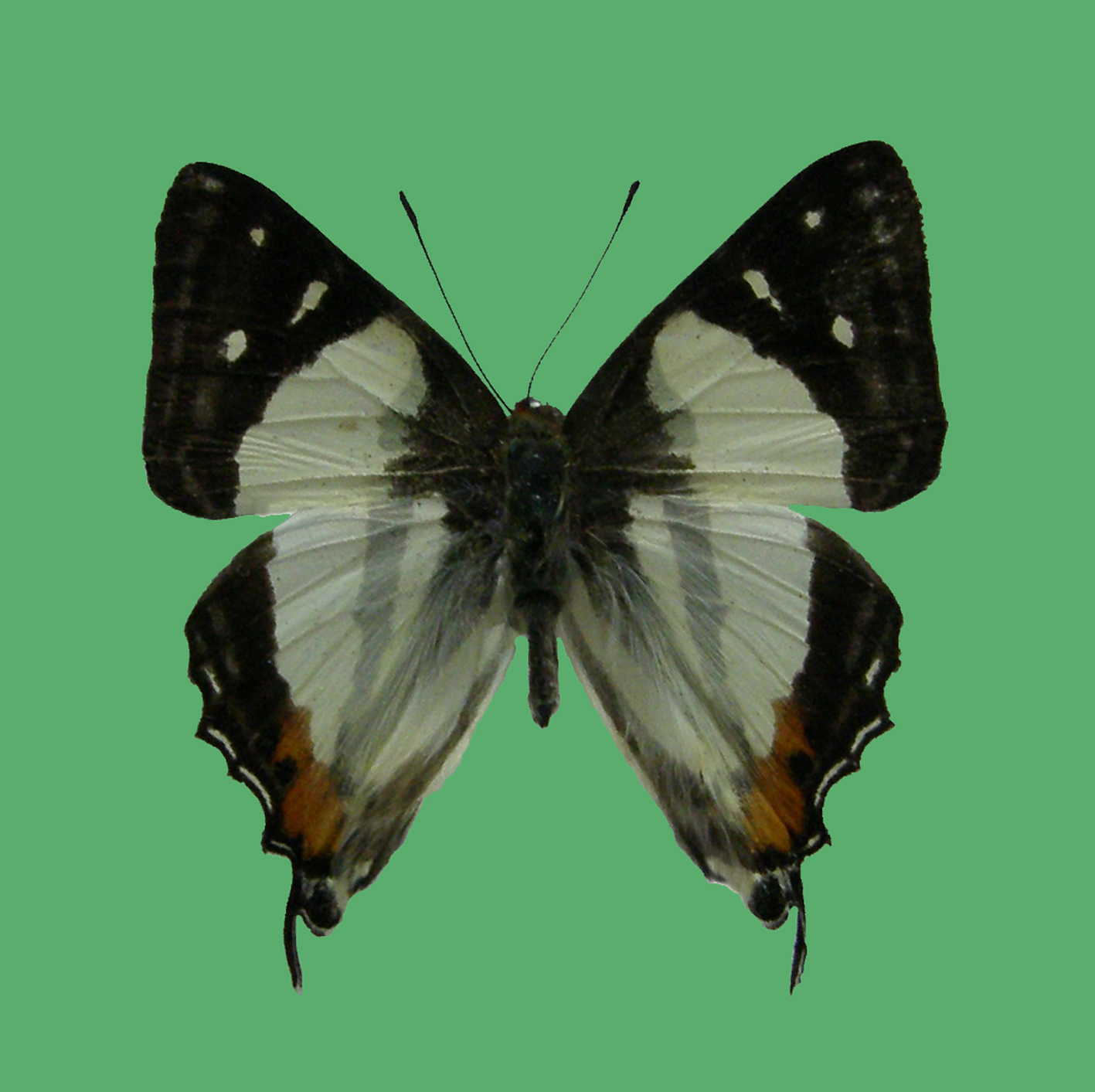
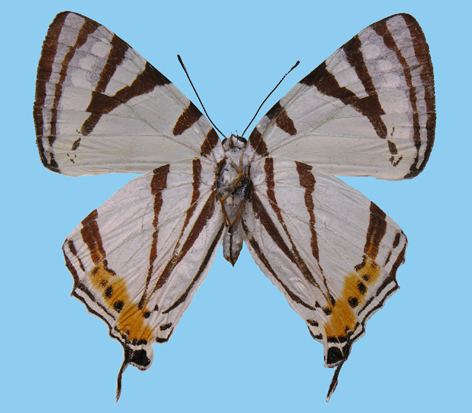
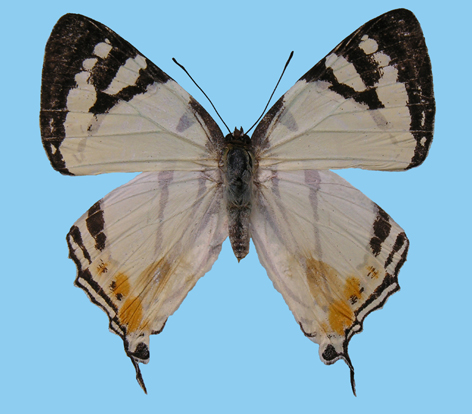
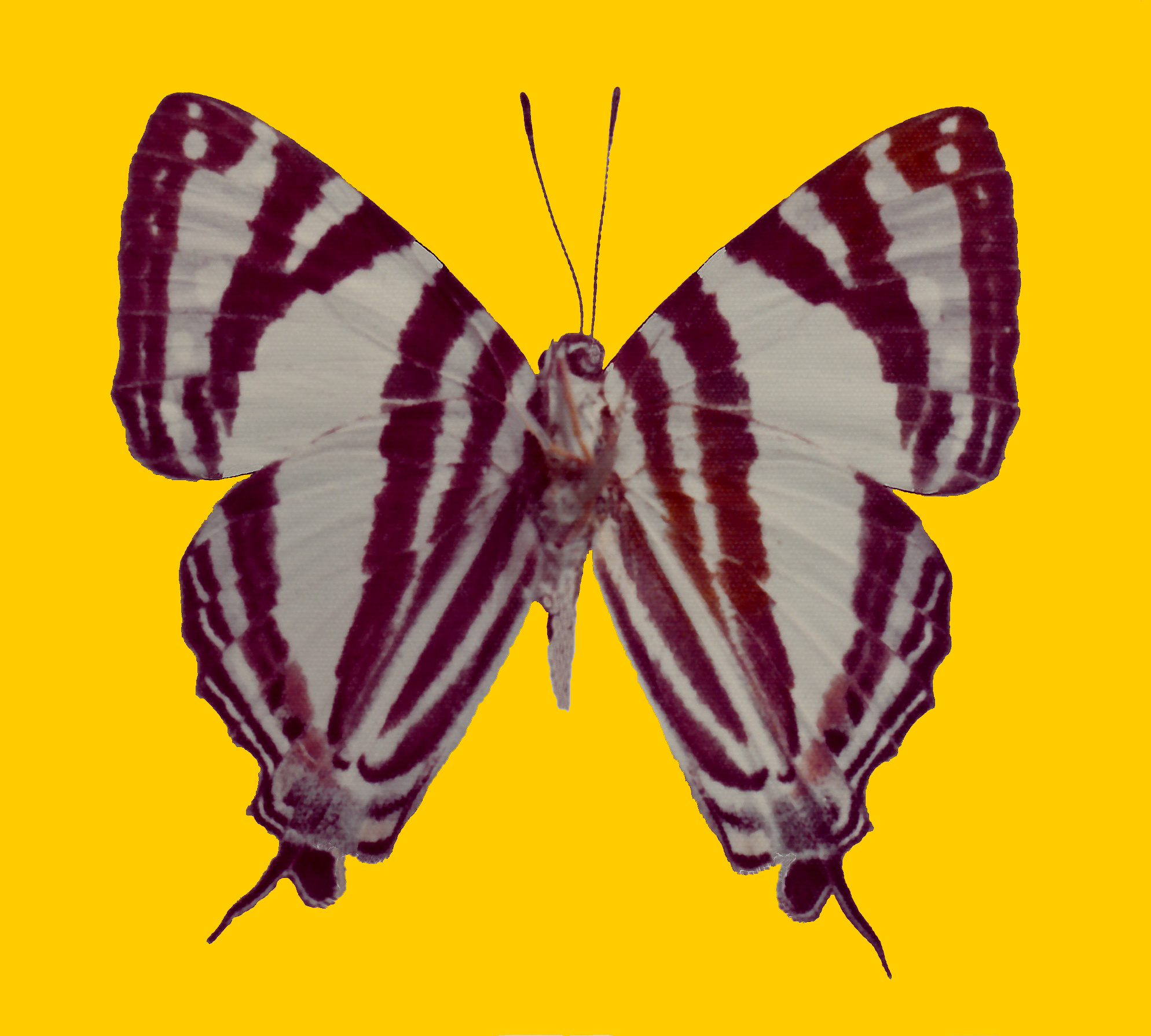
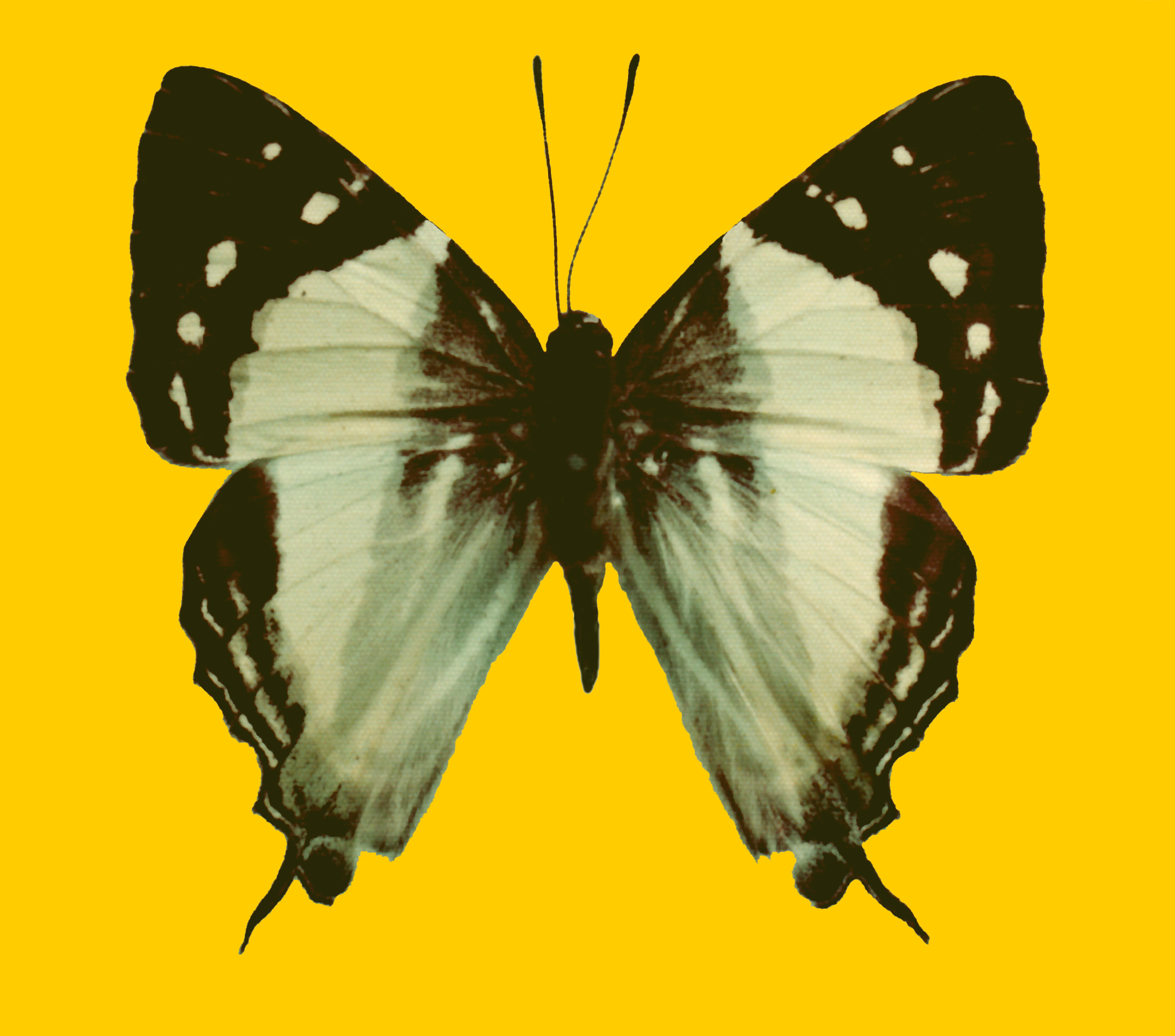